# Cenerentola (miniserie televisiva)
Cenerentola è una miniserie televisiva in due puntate diretta da Christian Duguay, liberamente ispirata alla fiaba popolare omonima. È stata trasmessa in prima visione su Rai 1 (nella fascia oraria della prima serata) il 30 e 31 ottobre 2011.

## Trama

### Prima puntata
(Prologo)
Roma, 1946. Aurora De Luca è una giovane e promettente pianista figlia di Valerio, noto direttore d'orchestra e compositore. Il giorno del tredicesimo compleanno della figlia, Valerio le regala uno spartito che la moglie, morta di parto, aveva iniziato a comporre e che lui ha terminato, rivelandole anche di aver messo da parte dei titoli a suo nome di cui potrà disporre liberamente una volta compiuti 21 anni diventando maggiorenne.
Valerio decide di sposarsi con la governante Irene Moretti, rimasta vedova dopo che il marito è morto combattendo nella seconda guerra mondiale. Ella ha due figlie, Teresina e Lucia, che si prendono gioco di Aurora.
Un giorno Aurora conosce Freddy e Sebastian Ausperg, figli di una ricchissima famiglia austriaca di imprenditori da poco trasferitasi nella villa accanto, ereditata dalla madre. Mentre Freddy è spigliato e anche un po' arrogante, il timido e gentile Sebastian conquista subito il cuore di Aurora. Sebastian è un aspirante scrittore e viene incoraggiato dalla madre Claudia, mentre il padre Edwin, un principe fissato con gli affari, lo considera solo un passatempo e confida maggiormente sulle capacità imprenditoriali di Freddy.
Purtroppo non passa molto tempo che Valerio, accanito fumatore, si ammala e muore, non prima di aver sussurrato alla figlia di usare sempre la sua testa e non farsi influenzare. Non disponendo più di una rendita e dovendo saldare i debiti del marito, Irene decide di trasformare la dimora di famiglia in un piccolo ma elegante hotel. Aurora è costretta a rinunciare alla scuola privata, allo studio del pianoforte e obbligata a prestare servizio come cameriera, mentre Lucia e Teresina non perdono occasione per vessarla.
1954. Aurora continua a esercitarsi in segreto al pianoforte e trova conforto nell'amicizia che instaura con il cuoco Romolo e la cameriera Veronica, i quali danno segretamente da mangiare ai piccoli Gino e Cosmo. Aurora viene incaricata di consegnare il pranzo a casa dei vicini, tornati dopo anni, e rincontra Sebastian, che però non la riconosce e sembra totalmente cambiato: infatti, dopo la tragica morte del fratello in un incidente d'auto, si è trasformato in vero uomo d'affari per obbedire alle aspettative paterne. Per questa ragione, inizialmente Aurora lo scambia per Freddy.
Aurora viene rifiutata dal conservatorio Santa Cecilia perché non ha i requisiti necessari per l'iscrizione, e per la delusione va quasi a sbattere con il motorino contro l'auto di Sebastian, rifiutando il suo aiuto. Intanto Sebastian incontra per affari il dottor Giampaolo Martone: lo scopo della visita è concludere un affare con l'azienda del secondo, conquistando il mercato dei nuovi apparecchi televisivi grazie all'unione del design italiano e la tecnologia delle imprese di famiglia. Il dottor Martone a ha preso contatti anche con la signora Laura Cooper, un'americana milionaria ex diva del cinema muto giunta in Italia per affari e ospite dell'hotel, la quale ha assunto Aurora come sua cameriera personale.
Sebastian organizza una cena in villa in occasione della prima trasmissione nazionale, pagando profumatamente Irene per farsi servire dal personale dell'hotel. Gli ospiti sono il dottor Martone, sua moglie Giulianna e loro figlia Tina, che ha un debole per Sebastian. Quest'ultimo chiede ad Aurora, Romolo e Veronica un parere sul significato della televisione, poi dichiara agli ospiti che essa deve essere alla portata di tutti e non un lusso per pochi.
Al termine della cena, chiacchierando con Aurora, Sebastian le rivela che suo fratello Freddy è morto in un incidente d'auto tre anni prima, un fatto che ancora non ha del tutto superato. Mentre saluta il personale all'esterno della villa, Sebastian evita che una scala cada addosso ad Aurora, ma si fa male lui stesso e viene riportato dentro in attesa del medico. Sebastian, affaticato, fa capire ad Aurora che il ragazzo buono e sensibile che aveva conosciuto anni prima c'è ancora, e finalmente si riconoscono. Il mattino dopo Aurora, entrata ormai in confidenza con la signora Cooper, ammette di provare qualcosa per lui.
Sebastian propone a Tina di organizzare un ballo in maschera in suo onore alla villa per celebrare la loro amicizia, e lei sceglie come tema bianco e nero. Aurora scopre con dispiacere che Sebastian non ricorda niente della loro ultima conversazione.
La signora Cooper scopre Aurora mentre suona di nascosto il pianoforte e le chiede di continuare, dicendole che è bravissima seppur sollevi troppo il polso, una frase che, come la ragazza rammenta, anche suo padre le diceva spesso, poi inizia a suonare lo spartito regalatole dal padre. La signora Cooper ascolta attentamente e, dopo aver osservato alcune foto dei genitori di Aurora, chiede alla ragazza se abbia parenti in vita; lei risponde che ha due zie lontane da parte di padre ma nessuno da parte della madre, la quale veniva da Boston e aveva una famiglia molto snob, soprattutto la nonna materna di Aurora, che non volle più vedere la figlia dopo che sposò Valerio.
La signora Cooper capisce allora che Aurora è sua nipote, ma per il momento ne fa parola solo col suo maggiordomo Jack, che la esorta a non sprecare ulteriormente tempo e rivelare la sua identità alla nipote. Lei però non se la sente ancora, tuttavia sprona Aurora a "salvare" Sebastian prima che sia troppo tardi e a partecipare al ballo in maschera con un invito ottenuto dal suo amico produttore Bobby, sebbene Aurora sia intimorita perché a mezzanotte tutti dovranno svelare le proprie identità. La ragazza confeziona personalmente l'abito che indosserà basandosi su quello indossato dalla madre nel giorno del suo matrimonio.
Sebastian cerca informazioni che possano screditare la signora Cooper, che ha offerto molti soldi al dottor Martone, e confida ai suoi genitori di voler corteggiare Tina per essere ancora più certo di accaparrarsi l'accordo. Intanto Irene viene contattata da un ispettore del Ministero delle Finanze, dato che non aveva avuto sue notizie da tempo, e cerca inutilmente di mettere Aurora in cattiva luce con la signora Cooper.
Teresina e Lucia rovinano l'abito cucito da Aurora, che perciò pensa di rinunciare al ballo in maschera, ma la signora Cooper, che parteciperà anch'ella al ballo, grazie a Bobby e alle sue conoscenze nel mondo del cinema e di Cinecittà, le fa prestare un esclusivo e raffinato abito comprensivo di un paio di scarpe adatte ai suoi piedi particolarmente minuti, oltre a farle impartire lezioni di ballo e di portamento.
Irene, dopo aver brevemente parlato con Sebastian nel suo ufficio, ruba alcuni inviti e va al ballo in maschera con le figlie nella speranza che trovino un buon partito tra gli invitati. Aurora si reca alla festa a bordo di una carrozza trainata da cavalli, suscitando l'immediata ammirazione dei presenti e incrociando lo sguardo con uno stupefatto Sebastian.

### Seconda puntata
Sebastian non resiste al fascino della ragazza misteriosa e la segue nello stesso giardino dove lui e Aurora si incontrarono da ragazzini. Dopo essersi scambiati un bacio, Aurora, temendo di deluderlo e avendo saputo che è fidanzato con Tina (che per cercarlo si è persa nel labirinto) non ha il coraggio di togliere la maschera e fugge a mezzanotte, lasciando dietro di sé una scarpetta e seminando i curiosi e i fotografi. Tina si arrabbia col fidanzato avendo capito che era insieme all'altra ragazza, mentre Edwin rimprovera il figlio per il suo comportamento oltre che per la presenza imprevista della signora Cooper. Irene, Teresina e Lucia vengono accompagnate fuori perché imbucatesi alla festa.
Il conservatorio ci ripensa e invia una lettera ad Aurora per invitarla a sostenere una prova, ma viene intercettata prima da Lucia, Teresina e Irene, che la strappa. Irene ha urgente bisogno di denaro per ripagare parte dei debiti altrimenti sarà costretta a vendere la casa, così pensa di usare i titoli intestati ad Aurora da Valerio.
Il dottor Martone rivela a Sebastian che il motivo per cui non ha ancora chiuso l'accordo con lui è dovuto a suo padre, e gli chiede che intenzioni ha nei confronti di sua figlia. Il ragazzo esprime alla madre l'interesse suscitato in lui dalla ragazza misteriosa, il senso di frustrazione che prova nel confrontarsi con Freddy e il dover dimostrare sempre qualcosa, anche se Claudia lo rassicura sul fatto che nemmeno per il fratello era facile adattarsi all'immagine di figlio perfetto per il padre. Claudia nota che la scarpetta recuperata dal figlio è a marchio Cinecittà, così Sebastian crede che la ragazza possa essere un'attrice.
Jack suggerisce alla signora Cooper di rivelare la sua identità alla nipote, e di mettere in chiaro una data di scadenza per l'accordo dato che il dottor Martone sta impiegando troppo tempo a decidere, ma la donna non ha fretta di concludere perché trova eccitante combattere contro il grande intuito di Sebastian.
Sebastian mette da parte le sue ambizioni affaristiche per cercare la ragazza misteriosa, ma così facendo trascura Tina, che in un primo tempo aveva accettato le sue scuse. Aurora teme di non essere all'altezza, la signora Cooper la spinge a invitare Sebastian a un concerto per pianoforte al Palazzo Massimo alle Colonne ritenendola un'occasione perfetta per loro due, anche perché trovandosi nel suo "ambiente" Aurora si sentirà più a suo agio. Sebastian però non riconosce in Aurora la ragazza che aveva incontrato al ballo in maschera, anche se, al termine del concerto, chiacchierandoci finalmente ricorda che Aurora è la ragazzina che aveva incontrato otto anni prima nel giardino della villa, venendo inoltre a sapere che conserva ancora il libro che lui le aveva prestato.
Aurora scopre da Fabio, un vecchio amico e collaboratore di suo padre, che la commissione del conservatorio le aveva inviato una lettera. La ragazza affronta Irene, che però ribatte di non saperne niente e la tratta con sufficienza, come al solito. Sebastian va in hotel per discutere con la signora Cooper, che possiede già molte aziende, accennando anche ad Aurora. Veronica rivela che a fine mese, prima di Capodanno, si stabilirà a Positano dove sua zia ha un negozio di souvenir, ritenendo che, siccome anche Aurora se ne andrà a breve, non ha più senso per lei rimanere lì, con grande dispiacere di Romolo che ne è innamorato.
Sebastian viene a sapere che la fedina penale della signora Cooper è immacolata, ma ha un piccolo segreto che riguarda la sua vita privata: molti anni prima ha disconosciuto la figlia, una pianista di talento che si è trasferita in Europa, dove si è sposata ed è morta poco dopo, dimenticata dalla sua famiglia d'origine. Sebastian decide che non userà quest'informazione perché non è nel suo stile e non può giudicare la sua vita privata. Nonostante ciò, l'informatore fa pubblicare lo stesso la notizia sui giornali. Irene, appreso che la signora Cooper è la nonna materna di Aurora, durante una discussione con la ragazza glielo rivela.
La signora Cooper giustifica il suo silenzio alla nipote dicendole che se non glielo ha detto è perché aveva troppa paura, ma Aurora la accusa di aver abbandonato la figlia. La signora Cooper risponde che non riusciva a capire cosa la figlia trovasse in Valerio, considerato anche che aveva rinunciato completamente alla sua carriera di pianista, mandandola su tutte le furie. Aurora crede che sua nonna l'abbia presa in giro fin dall'inizio, ma lei giura che non sapeva chi fosse e che l'ha scoperto solo prima del ballo, e l'unica cosa che sperava era che lei l'accettasse. Aurora rifiuta le sue scuse e va a trovare la tomba della madre, Amanda.
Sebastian chiede ad Aurora di fare un giro insieme a bordo della sua Vespa, vivendo momenti di grande romanticismo, portandola anche in una trattoria-pizzeria dove Aurora si esibisce al pianoforte, applaudita sia dai clienti del locale che dallo stesso Sebastian, il quale la ritiene pronta per esibirsi di fronte a un pubblico. Dopo aver seminato un gruppo di paparazzi, i due arrivano quasi a scambiarsi un bacio, ma Sebastian si scusa dicendo di non voler rovinare la loro amicizia. Romolo assiste alla scena, dato che li aveva seguiti su richiesta della signora Cooper, e racconta a quest'ultima cosa ha visto e sentito: la donna non vuole però starsene con le mani in mano, e decide almeno di sistemare la faccenda del conservatorio.
È il giorno del 21º compleanno di Aurora. Irene vende l'amato pianoforte della figliastra la quale, sentendosi dire che ha dovuto usare i soldi della sua eredità per pagare una parte dei debiti, dichiara di non aver mai sentito parlare di una presunta clausola secondo cui in caso di necessità poteva prenderli, affermando che possiede una copia per verificare quanto detto. Irene mostra a Sebastian la scarpetta persa da Aurora, dicendogli che ha complottato alle sue spalle con la signora Cooper, che è sua nonna: il ragazzo si sente tradito ed è portato a credere che le due fossero in combutta per distrarlo dagli affari col dottor Martone. Aurora è distrutta, mentre Romolo dichiara apertamente il suo amore a Veronica, che lo ricambia ed è da tempo che sperava di sentirselo dire; tutti e tre decidono di lasciare l'hotel e le angherie di Irene.
Claudia invita il figlio a fare ciò che realmente desidera, ma Sebastian si fidanza ufficialmente con Tina. La signora Cooper acquista un pianoforte da regalare alla nipote, chiedendo espressamente di "invecchiarlo" un po' ma tenerlo perfettamente accordato. Veronica informa Aurora che Fabio ha ottenuto dal conservatorio un'altra audizione per poter ottenere una borsa di studio, e Romolo la convince a esercitarsi in vista dalla prova. Aurora si presenta all'audizione e suona con il pianoforte fatto portare dalla nonna, la quale le dice di non farsi rovinare la vita dall'orgoglio dato che la nipote stava quasi per rifiutarsi di sostenere la prova dopo averla vista entrare, venendo infine convinta da Fabio.
Al termine dell'audizione, Aurora rincorre la nonna, che le riafferma che quando sua figlia è morta il genero l'aveva informata tacendole però che avevano avuto una bambina, e che è venuta all'hotel perché era curiosa anche se è un dono che sentiva di non meritare. Le due si riappacificano. Aurora, superato brillantemente l'esame, viene ammessa al conservatorio a partire dal semestre successivo. La settimana seguente, al Teatro dell'Opera, la Filarmonica terrà un concerto in onore dei grandi musicisti che hanno fatto parte dell'orchestra negli ultimi dieci anni, compreso Valerio, perciò Fabio le chiede di suonare qualcosa in onore di suo padre.
Irene, Teresina e Lucia sono costrette a lasciare l'hotel per evitare l'arresto, poiché Jack ha scoperto che Irene aveva modificato il testamento di Valerio in combutta con l'avvocato del defunto che l'ha tradita confessando il fatto, e che è appena stato accusato di frode e falsificazione; Jack le mostra quindi il foglio con la confessione e la firma dell'avvocato, e la sentenza del giudice secondo cui devono lasciare l'immobile che diventa proprietà esclusiva di Aurora.
Sebastian riflette profondamente sul grande passo che sta per compiere, ma capisce che il suo cuore appartiene ad Aurora e annulla le nozze con Tina, dicendo al padre che anche se facesse tutto quello che vuole non sarebbe mai contento; il dottor Martone è dispiaciuto dall'annullamento, ma dice a Edwin che ammira il fatto che Sebastian gli abbia tenuto testa. Sebastian arriva al Teatro dell'Opera in tempo per assistere all'esibizione di Aurora, che suona lo spartito composto per lei dai genitori ricevendo una standing ovation; Aurora chiude con un discorso di elogio al padre, e dedica questo momento speciale alle persone che ama.
Con il Teatro ormai quasi vuoto, Sebastian sale sul palcoscenico e si scusa con Aurora professandole il suo amore, ringraziandola per aver sempre creduto in lui e avergli dato il coraggio di prendere in mano la sua vita, facendolo tornare quello che era.
Aurora e Sebastian si sposano e partono per il viaggio di nozze. Romolo ottiene le chiavi per aprire un ristorante nell'hotel di cui ora Aurora è proprietaria, potendo quindi rimanere a Roma insieme a Veronica. Edwin ricorda amorevolmente con Claudia il giorno delle loro nozze, e dimostra di essersi finalmente ammorbidito nel carattere.
(Epilogo)

## Ascolti
| Puntata | Rai 1           | Rai 1          | Rai 1  | Fonte |
| Puntata | Prima TV        | Telespettatori | Share  | Fonte |
| ------- | --------------- | -------------- | ------ | ----- |
| 1       | 30 ottobre 2011 | 6.390.000      | 26,18% | [ 2 ] |
| 2       | 31 ottobre 2011 | 6.966.000      | 27,94% | [ 3 ] |